# Horst Dreßel

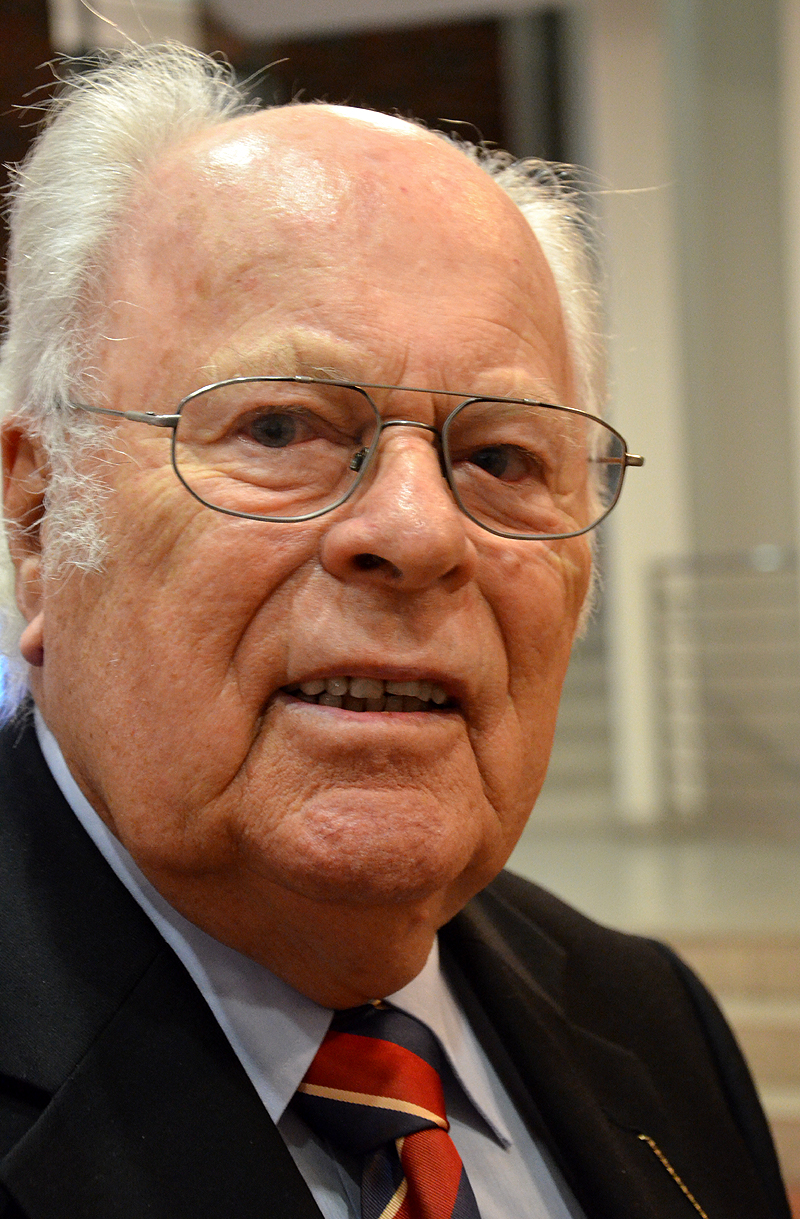
Horst Dreßel im November 2013 in Hannover

Horst Dreßel (auch: Horst Dressel; * 7. Februar 1931 in Coburg) ist ein deutscher Verleger und Verbandsfunktionär.

## Leben
Horst Dreßel bestand sein Abitur in seiner Geburtsstadt Coburg und ließ sich dort anschließend bei dem in Coburg und Würzburg ansässigen Vogel Verlag zum Verlagskaufmann ausbilden. In der Folge wirkte er mehrere Jahre als Assistent der Geschäftsführung sowie als Anzeigen- und Werbeleiter für verschiedene Fachzeitschriften des Unternehmens. Mit diesem Hintergrund wechselte Dreßel an den VDI-Verlag nach Düsseldorf und ging von 1952 bis 1953 für mehrere Monate in die USA Erfahrungen im amerikanischen Buch- und Zeitschriftenmarkt zu sammeln. Neben seinen kaufmännischen Aktivitäten engagierte sich Dreßel schon früh auch im journalistischen Bereich.
Dreßel heiratete im Jahr 1957. Aus der Ehe ging ein Kind hervor.
Als Nachfolger des verstorbenen Emil Engelbrecht übernahm Dreßel im Jahr 1970 die alleinige Geschäftsführung der Schlüterschen Verlagsgesellschaft in Hannover. Er leitete das Unternehmen bis zu seinem Ausscheiden im Jahr 1994.

## Weitere Aktivitäten und Engagements
Dreßel übernahm zahlreiche Ehrenämter, so unter anderem als Mitglied im Vorstand des Verbands Deutscher Zeitschriftenverleger, im Niedersächsischen Zeitschriftenverleger-Verein, im Verband Deutscher Adressbuch-Verleger sowie im Verband der Druckindustrie Niedersachsen.
Er ist  Ehrenvorsitzender des Beirats der Schlüterschen Verlagsgesellschaft Hannover, ehemaliger Vorsitzender der Heinrich Ludwig Hartmann Gedächtnisstiftung sowie Vorsitzender der nach ihm benannten Horst Dreßel-Stiftung.

## Ehrungen
- 1979 ehrte die Akademie für Absatzwirtschaft Hannover Horst Dreßel mit der Verleihung der Hans-Buchholz-Medaille. Seinerzeit war der Geehrte zugleich Geschäftsführer einer 100-prozentigen Tochterfirma der Akademie, der Kommunikation und Wirtschaft GmbH in mit Sitz in Oldenburg.[2]
- 1992 erhielt Dreßel das Bundesverdienstkreuz am Bande.[1]